# Phaeosoma griseicolle
Phaeosoma griseicolle är en tvåvingeart som först beskrevs av Becker 1907.  Phaeosoma griseicolle ingår i släktet Phaeosoma och familjen fläckflugor. Inga underarter finns listade i Catalogue of Life.